# WASP-7b
WASP-7bはけんびきょう座の方角に約490光年の位置にあるWASP-7の周囲を公転している太陽系外惑星である。HD 197286bとも呼ばれる。公転周期は5日であり、半径は木星よりも若干小さい。質量と密度はほぼ木星程度である。